# Filmjahr 1930
Liste der Filmjahre

◄◄ | ◄ | 1926 | 1927 | 1928 | 1929 | Filmjahr 1930 | 1931 | 1932 | 1933 | 1934 | ► | ►►

Weitere Ereignisse

## Ereignisse
- 31. März: Der US-amerikanische Verband der Filmproduzenten und -verleiher verabschiedet den von Will Hays erstellten Production Code, Richtlinien für die Darstellung von Sex, Gewalt und Religion.
- 19. Juni bis 22. Juli: Die beiden Unternehmen Western Electric aus den USA und Küchenmeister-Tobis-Klangfilm aus Deutschland einigen sich nach einmonatigen Verhandlungen auf den sogenannten „Pariser Tonfilmfrieden“.
- 16. August: Nachdem er die Disney-Studios verlassen hat, veröffentlicht Ub Iwerks mit Fiddlesticks den ersten farbigen Ton-Zeichentrickfilm.
- 18. August: In einem Micky-Maus-Trickfilm der Disney Company tritt zum ersten Mal der Hund Pluto auf. Er ist als Bluthund dem ausgebrochenen Sträfling Micky auf der Spur.
- 10. Dezember: Über Luis Buñuels surrealistischen Tonfilm Das goldene Zeitalter wird in Frankreich ein Aufführungsverbot verhängt. Es dauert bis zum Jahr 1981 an.
- 11. Dezember: Eine Woche nach der deutschen Erstaufführung wird die Vorführung des Filmes Im Westen nichts Neues nach dem gleichnamigen Roman von Erich Maria Remarques nach einer großangelegten Kampagne der Nationalsozialisten von der Obersten Filmprüfstelle unter Ernst Seeger im Deutschen Reich verboten.

### Uraufführungen
- 28. Februar: Mit Die heiligen drei Brunnen wird der erste deutsche Bergfilm mit Ton von Mario Bonnard mit Luis Trenker, Betty Bird und Boris de Fast in den Hauptrollen in Wien uraufgeführt.
- 1. April: Der deutsche Spielfilm Der blaue Engel unter der Regie von Josef von Sternberg mit Marlene Dietrich in der Hauptrolle wird in Berlin uraufgeführt. Das Drehbuch stammt von Carl Zuckmayer, Karl Gustav Vollmoeller und Robert Liebmann nach dem Roman Professor Unrat von Heinrich Mann. Der Film bringt Marlene Dietrich den Durchbruch als Schauspielerin. Sie spielt eine erotische Tingel-Tangel-Sängerin, die den von Emil Jannings gespielten Lehrer verführt und in den Ruin stürzt.
- 15. April: Mit Der Tiger von Johannes Meyer kommt der erste deutsche Tonfilmkrimi in Berlin in die Kinos. Charlotte Susa und Harry Frank spielen die Hauptrollen.
- 23. Mai: In Berlin wird Georg Wilhelm Pabsts Antikriegsfilm Westfront 1918 oder Vier von der Infanterie uraufgeführt.
- 15. September: Auch Heinz Rühmann erlangt mit der Ufa-Filmoperette Die Drei von der Tankstelle von Wilhelm Thiele seinen Durchbruch und wird in den folgenden Jahrzehnten zu einem der beliebtesten Filmschauspieler Deutschlands. Neben Rühmann spielen Willy Fritsch, Oskar Karlweis und Lilian Harvey weiter Hauptrollen. Die Musik ist von Werner Richard Heymann, die Liedtexte stammen von Robert Gilbert. Bekannte Titel sind Ein Freund, ein guter Freund sowie Liebling, mein Herz läßt dich grüßen.
- 4. Dezember: Der Film Im Westen nichts Neues nach dem gleichnamigen Roman von Erich Maria Remarque wird im Berliner Mozartsaal am Nollendorfplatz uraufgeführt, woraufhin sofort eine massive Kampagne der Nationalsozialisten gegen den pazifistischen Film beginnt.
- 24. Dezember 1930: Mit Stürme über dem Mont Blanc wird zeitgleich in Dresden und Frankfurt am Main einer der ersten Tonfilm-Bergfilme uraufgeführt.

- Der Film Erde von Oleksandr Dowschenko erscheint, er gilt heute als einer der bekanntesten Stummfilme der UdSSR.

### Erfolgreichste Filme
Die zehn erfolgreichsten Filme an den US-amerikanischen Kinokassen nach Einspielergebnis.
| Platz | Filmtitel                      | Einspielergebnis in US-Dollar |       |
| ----- | ------------------------------ | ----------------------------- | ----- |
| 1.    | Whoopee!                       | 2.655.000                     | [ 1 ] |
| 2.    | Check and Double Check         | 1.751.000                     | [ 2 ] |
| 3.    | All Quiet on the Western Front | 1.634.000                     | [ 3 ] |
| 4.    | Hell’s Angels                  | 1.600.000                     | [ 4 ] |
| 5.    | The Big House                  | 1.279.000                     | [ 5 ] |
| 6.    | Common Clay                    | 1.246.000                     | [ 3 ] |
| 7.    | Min and Bill                   | 1.223.000                     | [ 5 ] |
| 8.    | Song o' My Heart               | 1.200.000                     | [ 6 ] |
| 9.    | Son of the Gods                | 1.069.000                     | [ 7 ] |
| 10.   | The Dawn Patrol                | 1.061.000                     | [ 7 ] |

### Filmpreise

#### Academy Awards

Die Oscarverleihung im April 1930

Die 2. Oscarverleihung fand am 3. April im Ambassador Hotel in Los Angeles statt.
- Bester Film: The Broadway Melody von Harry Beaumont
- Bester Hauptdarsteller: Warner Baxter in In Old Arizona
- Beste Hauptdarstellerin: Mary Pickford in Coquette
- Bester Regisseur: Frank Lloyd für The Divine Lady

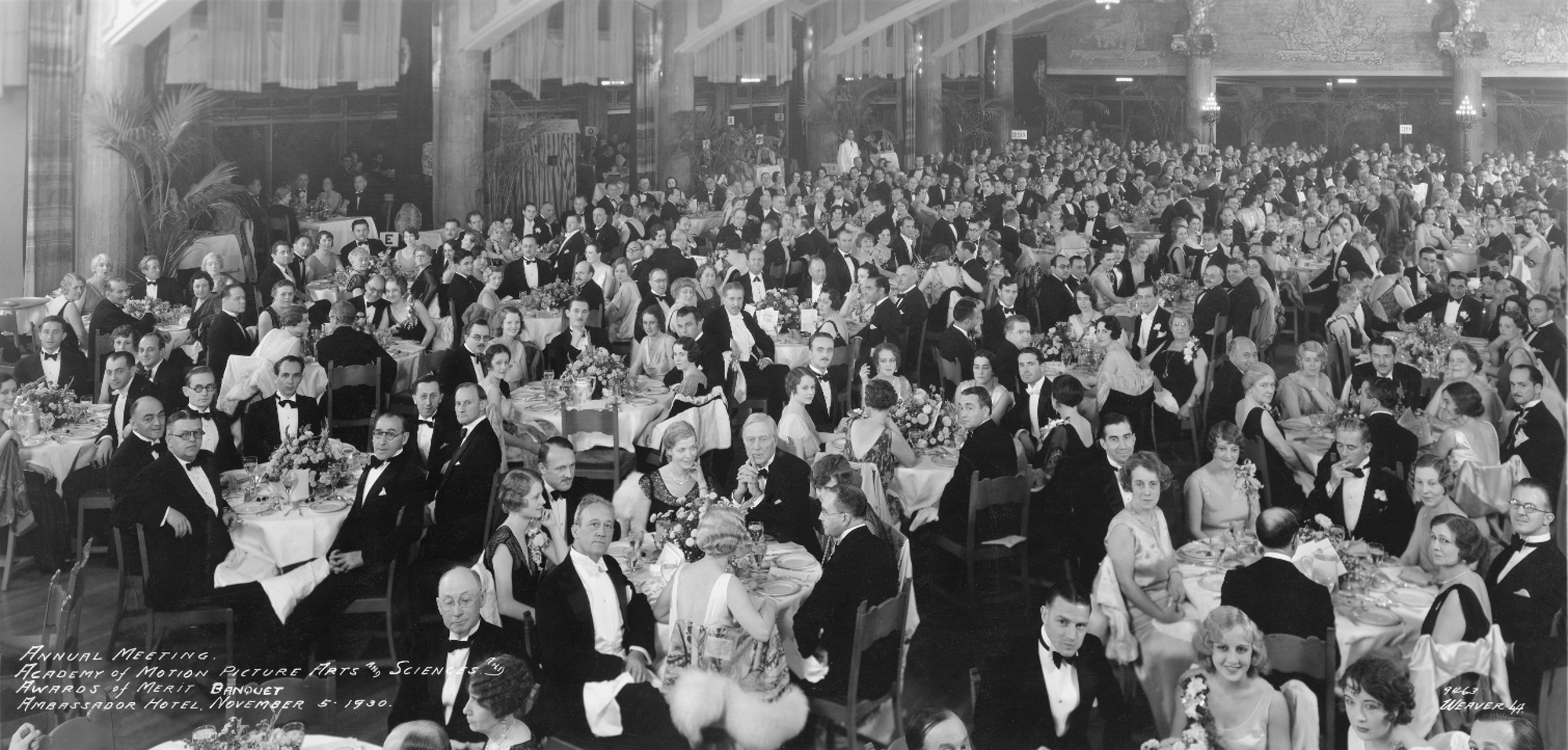
Bild der Oscarverleihung November 1930

Die 3. Oscarverleihung fand am 5. November im Ambassador Hotel in Los Angeles statt.
- Bester Film: Im Westen nichts Neues von Lewis Milestone
- Bester Hauptdarsteller: George Arliss in Disraeli
- Beste Hauptdarstellerin: Norma Shearer in The Divorcee
- Bester Regisseur: Lewis Milestone für Im Westen nichts Neues

#### Weitere Filmpreise und Auszeichnungen
- Photoplay Award: Im Westen nichts Neues von Lewis Milestone

## Geboren

### Januar/Februar

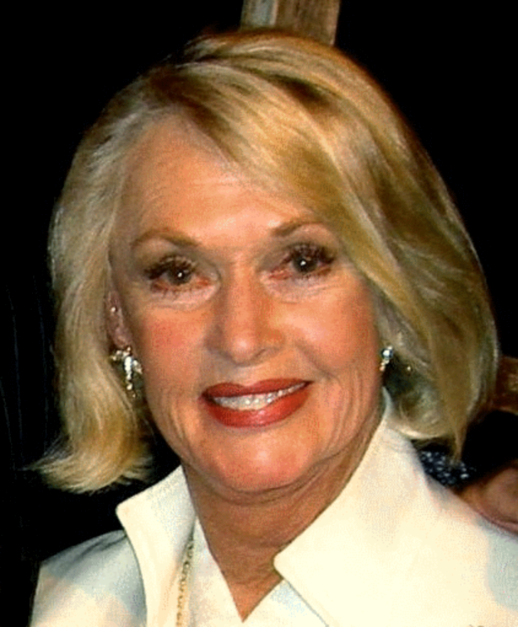
Tippi Hedren (* 19. Januar)

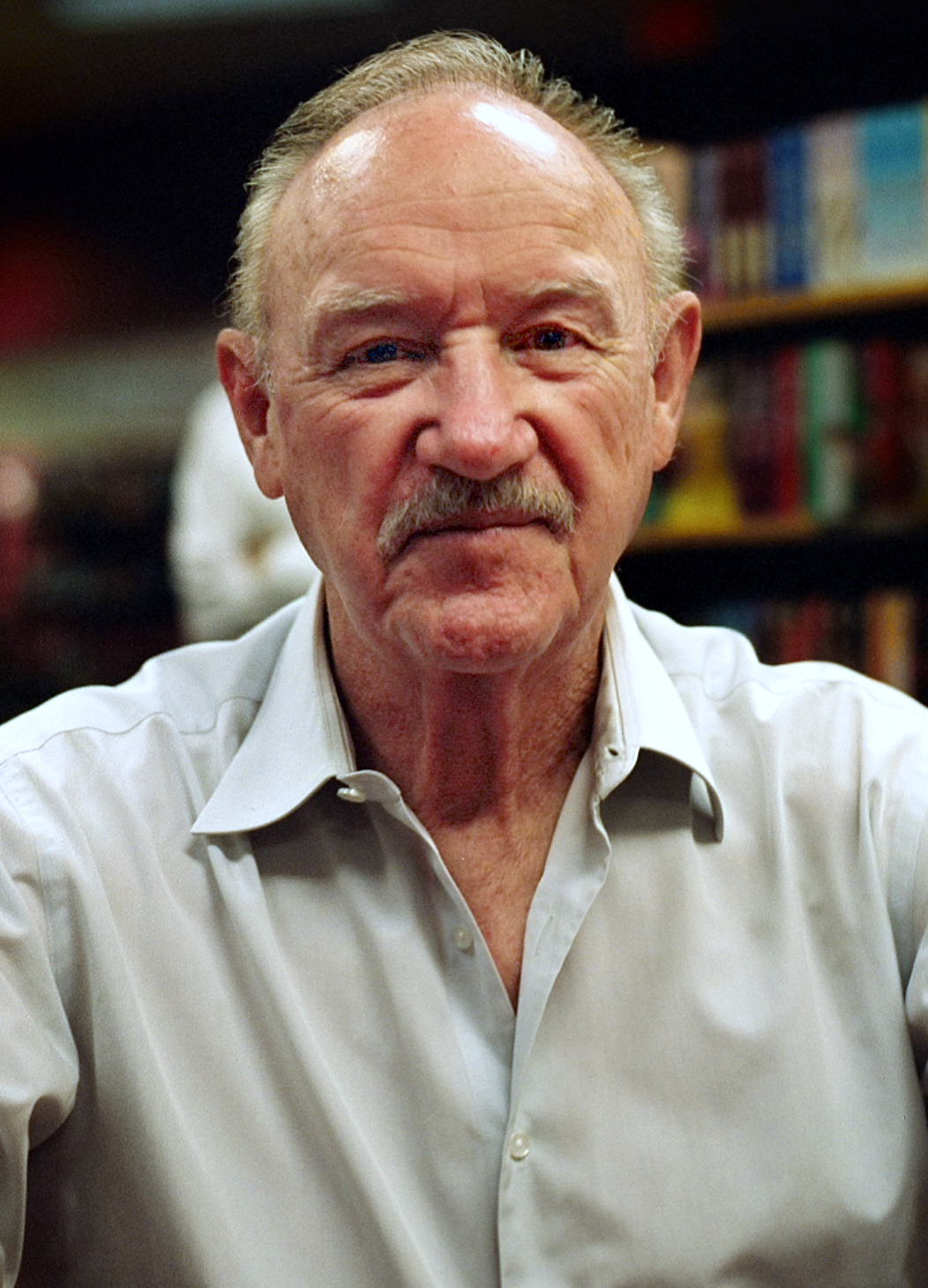
Gene Hackman (* 30. Januar)

- 01. Januar: Ty Hardin, US-amerikanischer Schauspieler († 2017)
- 03. Januar: Mara Corday, US-amerikanische Schauspielerin
- 03. Januar: Robert Loggia, US-amerikanischer Schauspieler († 2015)
- 03. Januar: Barbara Stuart, US-amerikanische Schauspielerin († 2011)
- 11. Januar: Rod Taylor, australischer Schauspieler († 2015)
- 13. Januar: Frances Sternhagen, US-amerikanische Schauspielerin († 2023)
- 19. Januar: Tippi Hedren, US-amerikanische Schauspielerin
- 21. Januar: Günter Lamprecht, deutscher Schauspieler († 2022)
- 30. Januar: Gene Hackman, US-amerikanischer Schauspieler († 2025)

- 05. Februar: Kalina Jędrusik, polnische Schauspielerin († 1991)
- 06. Februar: Allan King, kanadischer Regisseur († 2009)
- 14. Februar: Relja Bašić, jugoslawisch bzw. kroatischer Schauspieler († 2017)
- 15. Februar: Nico Minardos, griechisch-amerikanischer Schauspieler († 2011)
- 16. Februar: Ricou Browning, US-amerikanischer Regisseur, Drehbuchautor, Schauspieler, Filmproduzent, Stuntman und Kameramann († 2023)
- 16. Februar: John Cairney, britischer Schauspieler († 2023)
- 17. Februar: Heinz Meier, deutscher Schauspieler († 2013)
- 19. Februar: John Frankenheimer, US-amerikanischer Regisseur († 2002)
- 19. Februar: Knut Risan, norwegischer Schauspieler († 2011)
- 22. Februar: Giuliano Montaldo, italienischer Regisseur († 2023)
- 27. Februar: Joanne Woodward, US-amerikanische Schauspielerin
- 28. Februar: Pierre Jansen, französischer Komponist († 2015)

### März/April

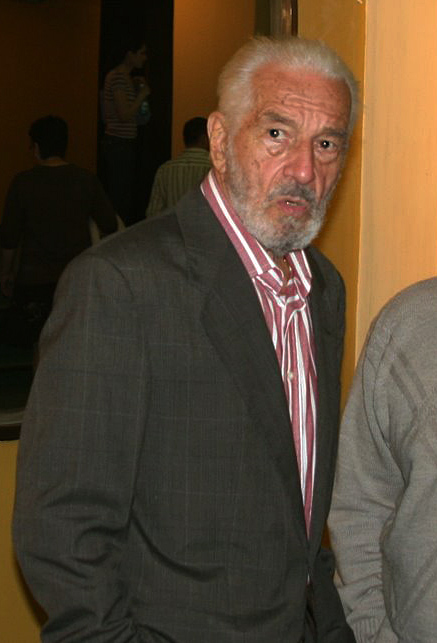
Sergiu Nicolaescu (* 13. April)

- 01. März: Raymond St. Jacques, amerikanischer Schauspieler († 1990)
- 03. März: Alfredo Alcón, argentinischer Schauspieler († 2014)
- 07. März: Brian Hayles, britischer Drehbuchautor († 1978)
- 09. März: Ornette Coleman, US-amerikanischer Komponist († 2015)
- 09. März: Taina Elg, finnisch-amerikanische Tänzerin und Schauspielerin
- 12. März: Hans Hammerschmid, österreichischer Filmkomponist, Arrangeur, Pianist und Dirigent († 2024)
- 13. März: Harrison Young, US-amerikanischer Schauspieler († 2005)
- 14. März: Helga Feddersen, deutsche Schauspielerin († 1990)
- 16. März: Lotte Ledl, österreichische Schauspielerin
- 20. März: Leila Negra, deutsche Schlagersängerin und Schauspielerin († 2025)
- 24. März: Steve McQueen, US-amerikanischer Schauspieler († 1980)
- 30. März: John Astin, US-amerikanischer Schauspieler
- 30. März: Estella Blain, französische Schauspielerin († 1982)

- 01. April: Grace Lee Whitney, US-amerikanische Schauspielerin († 2015)
- 05. April: Mary Costa, US-amerikanische Schauspielerin und Synchronsprecherin
- 08. April: Erich Padalewski, österreichischer Schauspieler († 2018)
- 12. April: Patricia Dainton, britische Schauspielerin († 2023)
- 12. April: Wolfgang Treu, deutscher Kameramann († 2018)
- 13. April: Sergiu Nicolaescu, rumänischer Schauspieler und Regisseur († 2013)
- 14. April: Bradford Dillman, US-amerikanischer Schauspieler († 2018)
- 15. April: Georges Descrières, französischer Schauspieler († 2013)
- 18. April: Clive Revill, neuseeländischer Schauspieler († 2025)
- 21. April: Silvana Mangano, italienische Schauspielerin († 1989)
- 24. April: Richard Donner, US-amerikanischer Regisseur († 2021)
- 25. April: Paul Mazursky, US-amerikanischer Schauspieler und Regisseur († 2014)
- 26. April: Maria Sebaldt, deutsche Schauspielerin († 2023)
- 28. April: Carolyn Jones, US-amerikanische Schauspielerin († 1983)
- 28. April: Richard C. Sarafian, US-amerikanischer Regisseur und Schauspieler († 2013)
- 29. April: Jean Rochefort, französischer Schauspieler († 2017)

### Mai/Juni

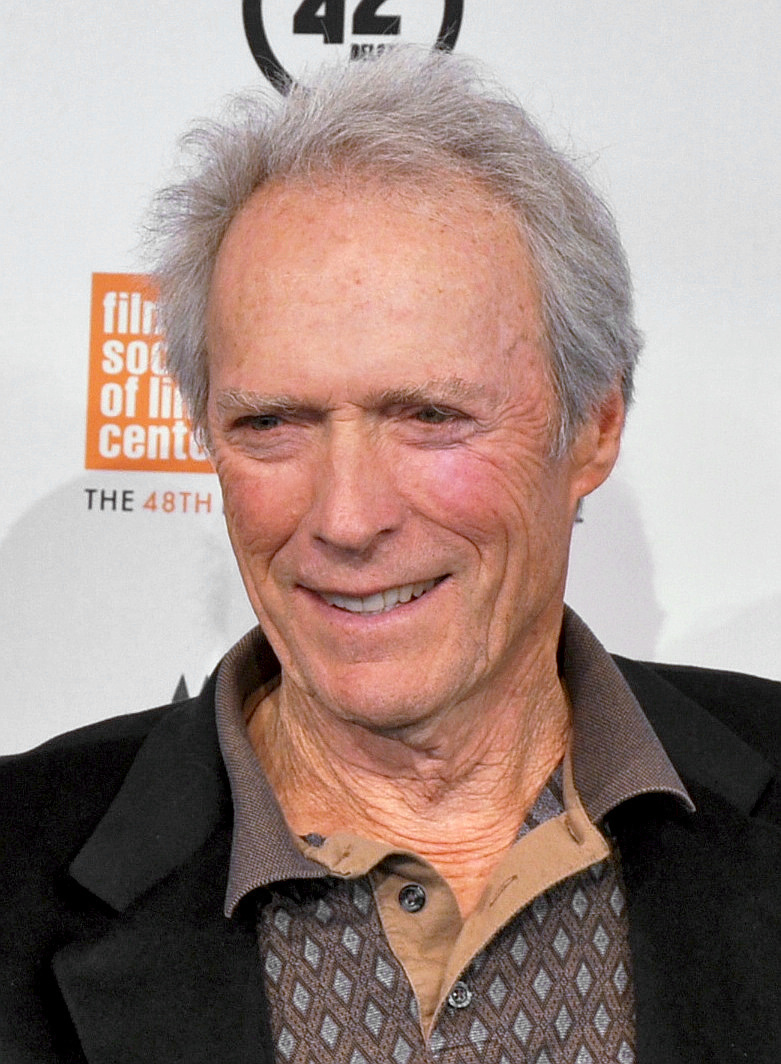
Clint Eastwood (* 31. Mai)

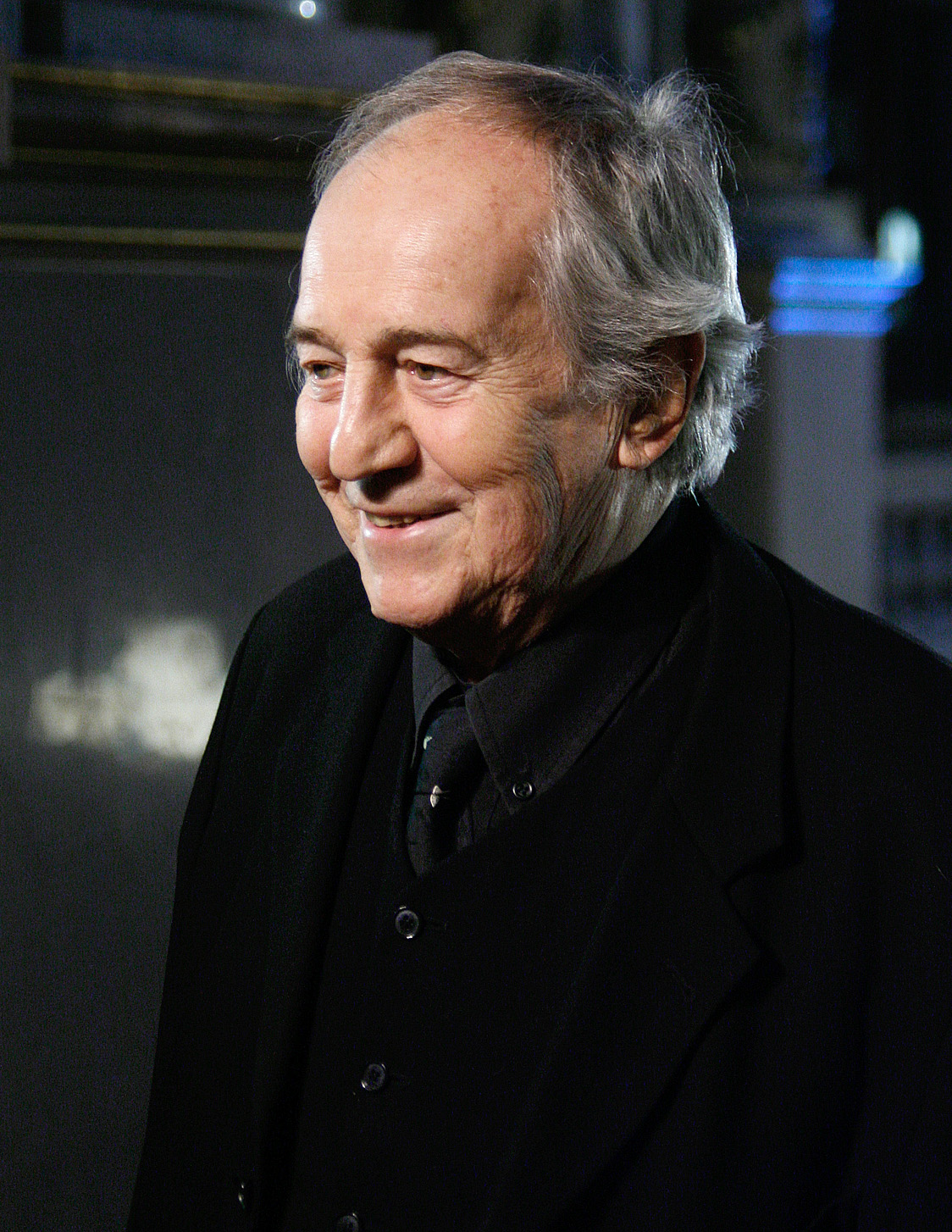
Otto Schenk (* 12. Juni)

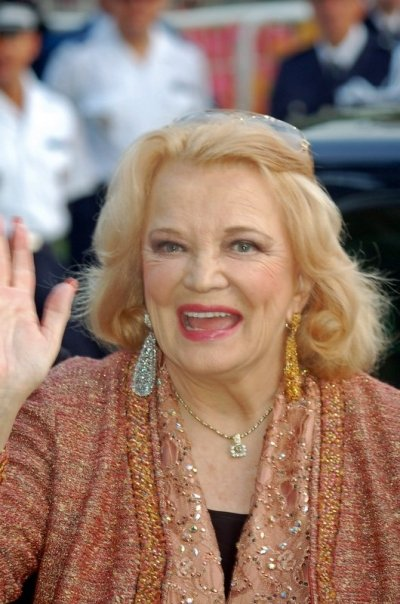
Gena Rowlands (* 19. Juni)

- 01. Mai: Norbert Kückelmann, deutscher Regisseur († 2017)
- 04. Mai: Doris Kirchner, österreichische Schauspielerin († 2015)
- 05. Mai: Will Hutchins, US-amerikanischer Schauspieler († 2025)
- 06. Mai: Kazimierz Karabasz, polnischer Dokumentarfilmer († 2018)
- 09. Mai: Joan Sims, britische Schauspielerin († 2001)
- 11. Mai: Gordon Langford, britischer Arrangeur und Komponist († 2017)
- 12. Mai: Jess Franco, spanischer Regisseur († 2013)
- 12. Mai: Hans-Günter Martens, deutscher Schauspieler († 2001)
- 19. Mai: Alexander Allerson, deutscher Schauspieler
- 23. Mai: Warren Vanders, US-amerikanischer Schauspieler († 2009)
- 28. Mai: Phil Rawlins, US-amerikanischer Film- und Fernsehschaffender († 2009)
- 31. Mai: Clint Eastwood, US-amerikanischer Schauspieler und Regisseur
- 31. Mai: Elaine Stewart, US-amerikanische Schauspielerin und Model († 2011)

- 01. Juni: Kei Kumai, japanischer Regisseur († 2007)
- 01. Juni: Edward Woodward, britischer Schauspieler († 2009)
- 03. Juni: Anthony Harvey, britischer Regisseur († 2017)
- 03. Juni: Václav Vorlíček, tschechischer Regisseur († 2019)
- 08. Juni: Bo Widerberg, schwedischer Regisseur († 1997)
- 11. Juni: Katharina Matz, deutsche Schauspielerin († 2021)
- 12. Juni: Stojan Aranđelović, jugoslawischer Schauspieler († 1993)
- 12. Juni: Otto Schenk, österreichischer österreichischer Schauspieler, Kabarettist, Regisseur und Intendant († 2025)
- 16. Juni: Vilmos Zsigmond, ungarischer Kameramann († 2016)
- 19. Juni: Gena Rowlands, US-amerikanische Schauspielerin († 2024)
- 19. Juni: Klaus Wildenhahn, deutscher Dokumentarfilmer († 2018)
- 22. Juni: Klaus Gendries, deutscher Regisseur und Schauspieler († 2023)
- 23. Juni: Maria Körber, deutsche Schauspielerin († 2018)
- 24. Juni: Claude Chabrol, französischer Regisseur († 2010)
- 29. Juni: Robert Evans, US-amerikanischer Produzent und Schauspieler († 2019)
- 29. Juni: Sachiko Hidari, japanische Schauspielerin († 2001)

### Juli/August
- 03. Juli: Kinji Fukasaku, japanischer Regisseur († 2003)
- 09. Juli: Buddy Bregman, US-amerikanischer Regisseur, Produzent und Komponist († 2017)
- 12. Juli: Gordon Pinsent, kanadischer Schauspieler († 2023)
- 14. Juli: Polly Bergen, US-amerikanische Schauspielerin († 2014)
- 14. Juli: Mario Maranzana, italienischer Schauspieler († 2012)
- 16. Juli: Guy Béart, französischer Komponist und Schauspieler († 2015)
- 16. Juli: Siegfried Breuer jr., österreichischer Schauspieler († 2004)
- 17. Juli: Sachin Bhowmick, indischer Drehbuchautor († 2011)
- 20. Juli: Sally Ann Howes, britische Schauspielerin († 2021)
- 20. Juli: James Kenney britischer Schauspieler († 1982)
- 21. Juli: Margot Schellemann, deutsche Puppenspielerin und Filmeditorin († 2012)
- 26. Juli: Barbara Jefford, britische Schauspielerin († 2020)
- 30. Juli: Tony Lip, US-amerikanischer Schauspieler († 2013)

- 04. August: Ljubomir Dimitrow, bulgarischer Schauspieler († 2001)
- 07. August: Veljo Tormis, estnischer Komponist († 2017)
- 08. August: Nita Talbot, US-amerikanische Schauspielerin
- 09. August: Ingrid Pan, deutsche Schauspielerin († 1995)
- 12. August: Peter Weck, österreichischer Schauspieler und Regisseur
- 13. August: John Cacavas, US-amerikanischer Komponist († 2014)
- 16. August: Robert Culp, US-amerikanischer Schauspieler († 2010)
- 16. August: Wolfgang Völz, deutscher Schauspieler († 2018)
- 17. August: Harve Bennett, US-amerikanischer Produzent († 2015)
- 21. August: Frank Perry, US-amerikanischer Regisseur und Produzent († 1995)
- 22. August: Günter Lüdke, deutscher Schauspieler († 2011)

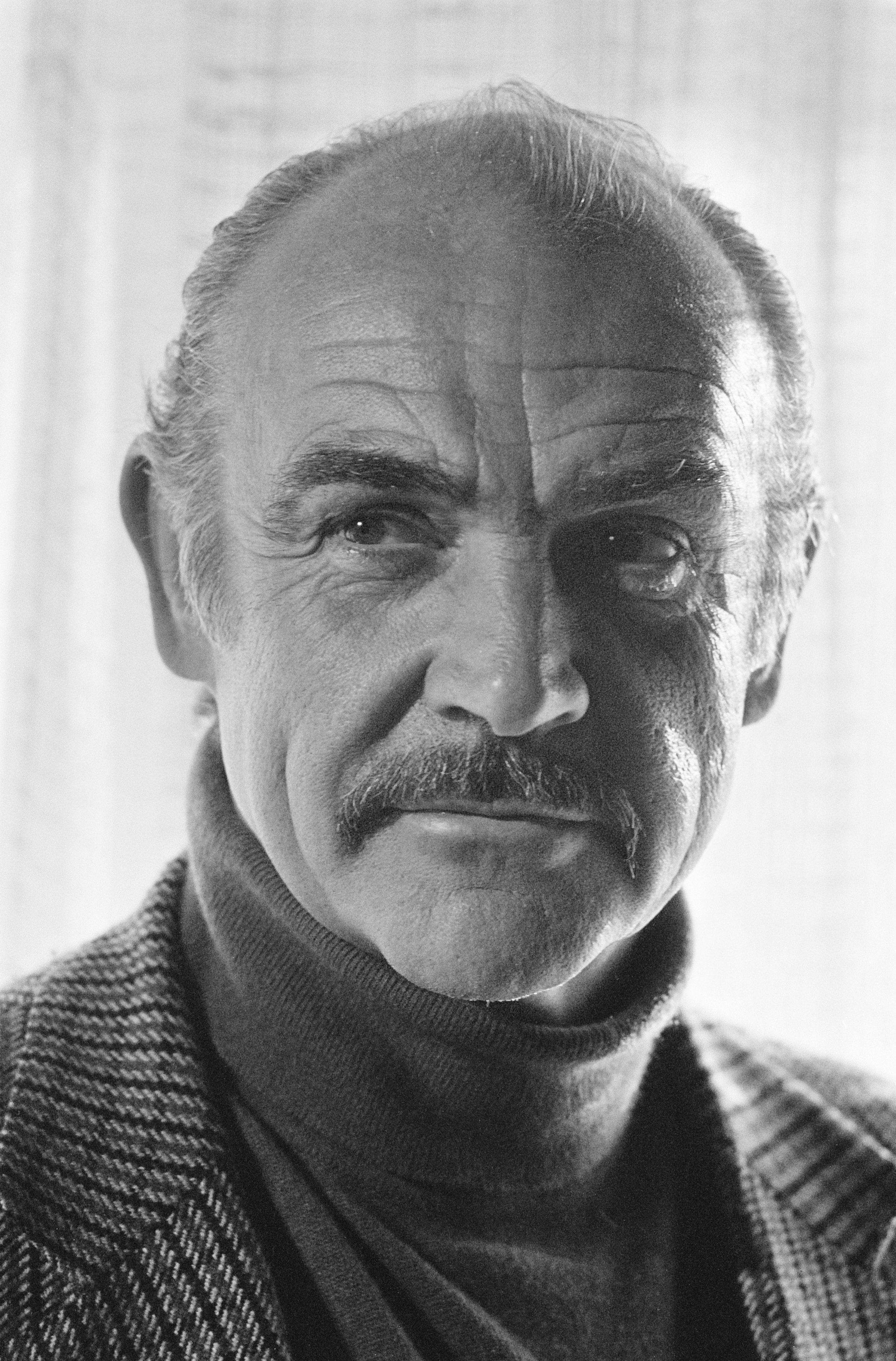
Sean Connery (* 25. August)

- 25. August: Sean Connery, britischer Schauspieler († 2020)
- 28. August: Ben Gazzara, US-amerikanischer Schauspieler († 2012)

### September/Oktober
- 07. September: Claus Küchenmeister, deutscher Drehbuchautor († 2014)

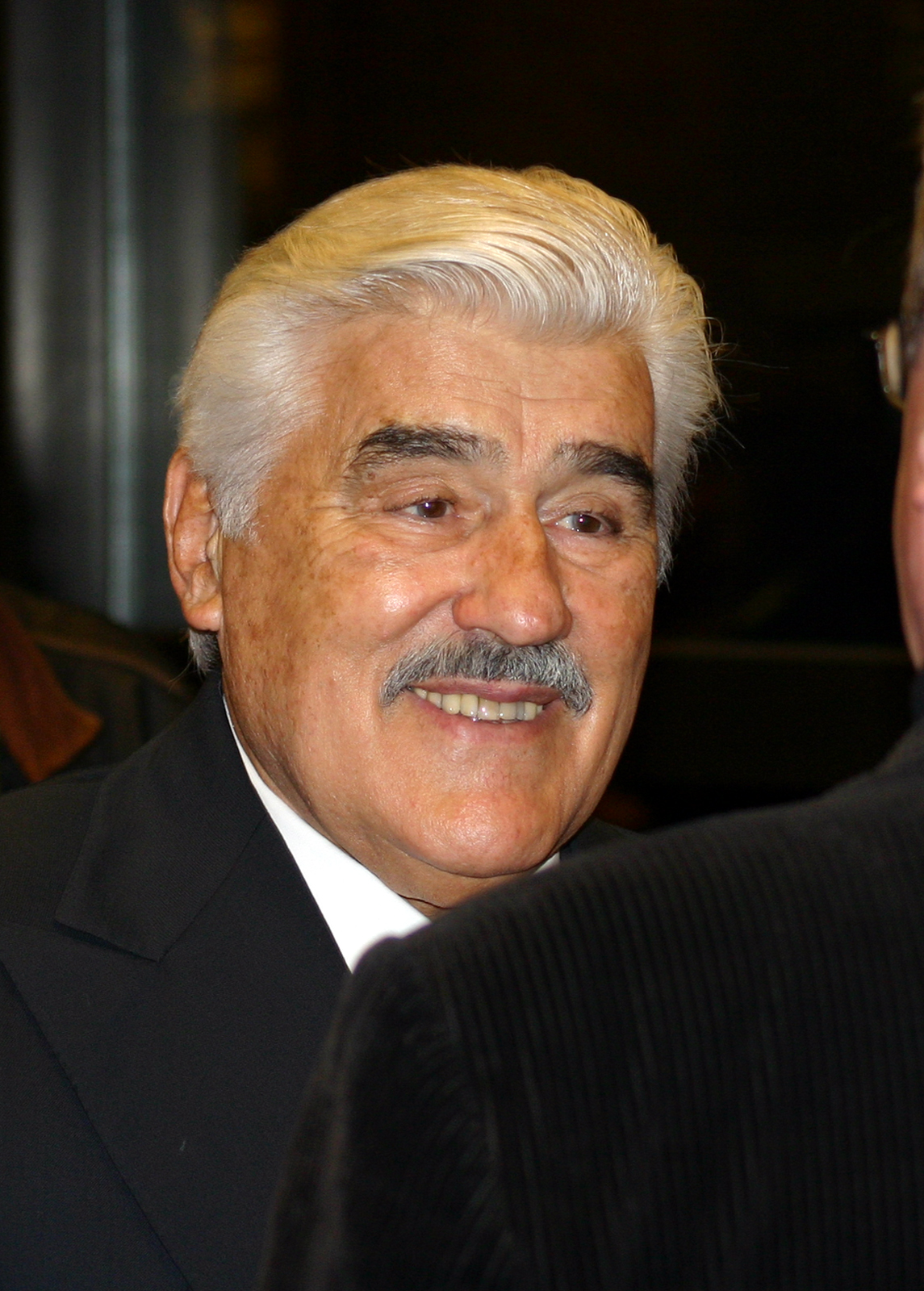
Mario Adorf (* 8. September)

- 08. September: Mario Adorf, deutscher Schauspieler
- 12. September: Jerzy Wójcik, polnischer Kameramann († 2019)
- 13. September: Robert Stromberger, deutscher Drehbuchautor und Schauspieler († 2009)
- 14. September: Jacques Godin, kanadischer Schauspieler († 2020)
- 16. September: Anne Francis, US-amerikanische Schauspielerin († 2011)
- 17. September: David Huddleston, US-amerikanischer Schauspieler († 2016)
- 19. September: Antonio Margheriti, italienischer Regisseur († 2002)

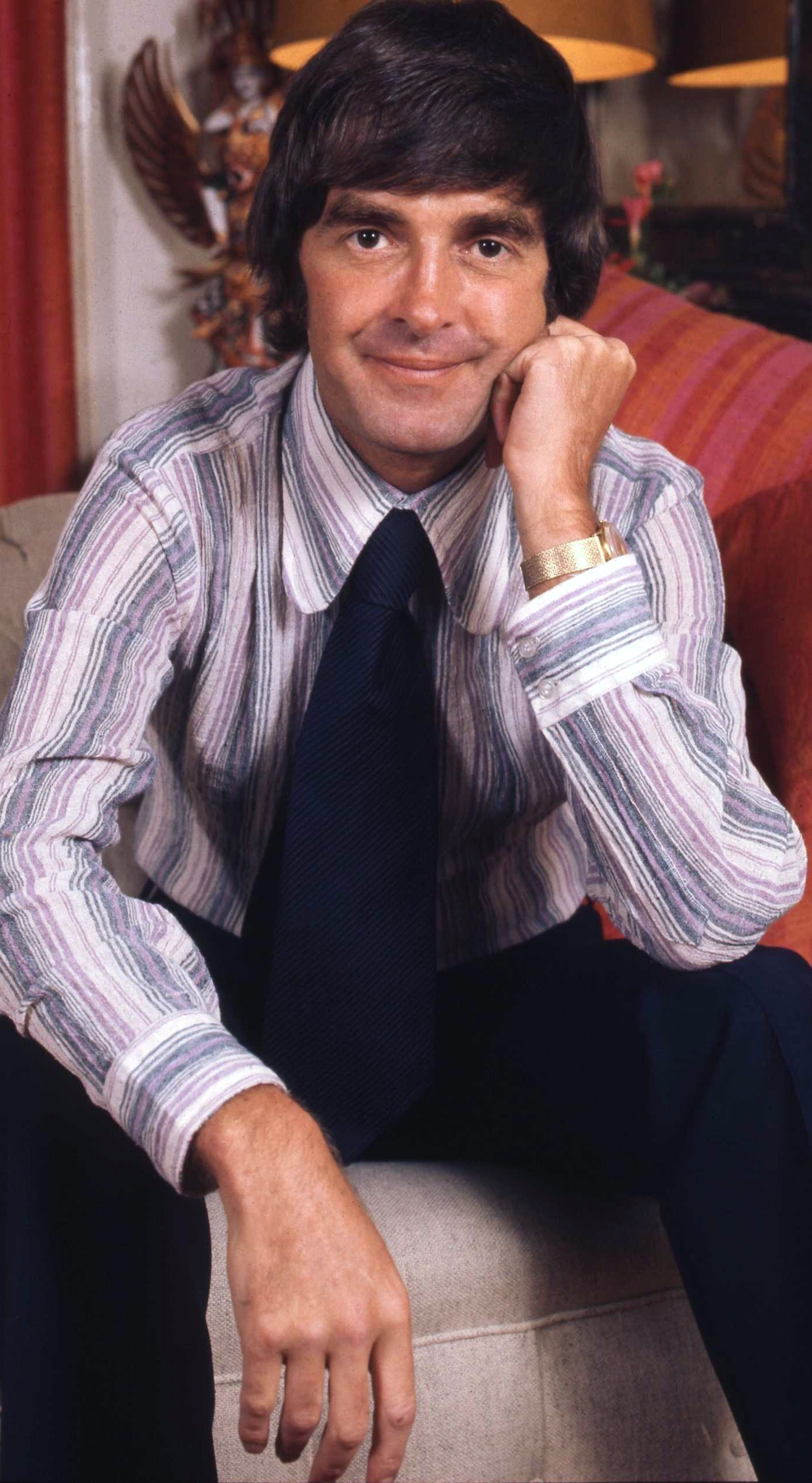
Derek Robert Nimmo (* 19. September)

- 19. September: Derek Nimmo, britischer Schauspieler († 1999)
- 23. September: Colin Blakely, britischer Schauspieler († 1987)
- 24. September: Horst Sachtleben, deutscher Schauspieler, Regisseur und Synchronsprecher († 2022)
- 26. September: Philip Bosco, US-amerikanischer Schauspieler († 2018)

- 01. Oktober: Richard Harris, irischer Schauspieler († 2002)
- 01. Oktober: Philippe Noiret, französischer Schauspieler († 2006)
- 05. Oktober: Skip Homeier, US-amerikanischer Schauspieler († 2017)
- 07. Oktober: Hans Schulze, deutscher Schauspieler († 2023)
- 08. Oktober: James Olson, US-amerikanischer Schauspieler († 2022)
- 12. Oktober: Ennio Guarnieri, italienischer Kameramann († 2019)
- 15. Oktober: Philippe Leroy, französischer Schauspieler († 2024)
- 16. Oktober: Carmen Sevilla, spanische Schauspielerin († 2023)
- 18. Oktober: Robert M. Fresco, US-amerikanischer Drehbuchautor und Produzent († 2014)
- 22. Oktober: Harry Hornig, deutscher Dokumentarfilmer († 2022)
- 23. Oktober: Gérard Blain, französischer Schauspieler († 2000)
- 30. Oktober: Néstor Almendros, spanisch-kubanischer Kameramann († 1992)

### November/Dezember
- 03. November: Lois Smith, US-amerikanische Schauspielerin
- 07. November: Barry Newman, US-amerikanischer Schauspieler († 2023)
- 14. November: Anita Gutwell, österreichische Schauspielerin († 2022)
- 14. November: Monique Mercure, kanadische Schauspielerin († 2020)
- 17. November: Sue Marx, US-amerikanische Filmproduzentin und -regisseurin († 2023)

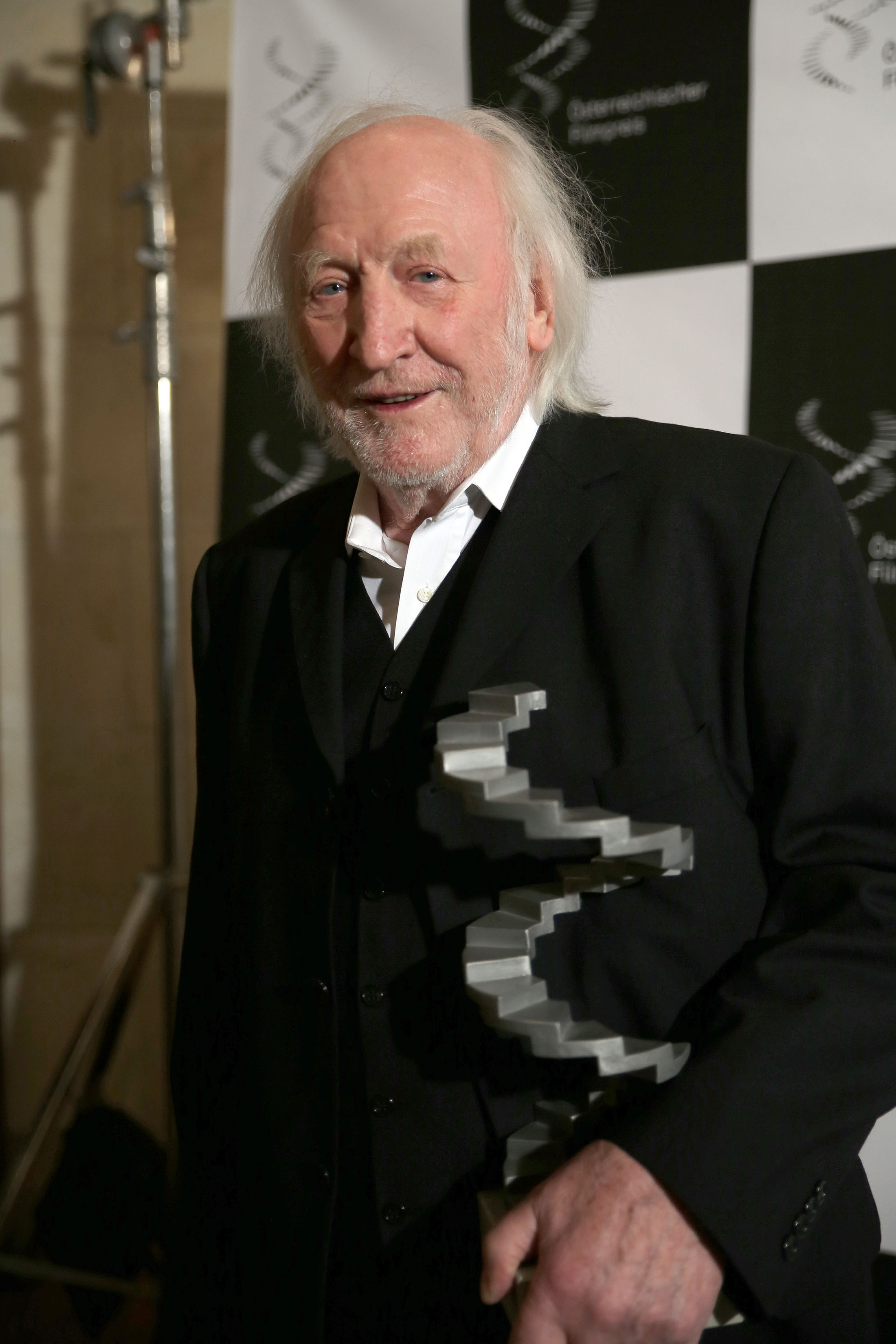
Karl Merkatz

- 17. November: Karl Merkatz, österreichischer Schauspieler († 2022)
- 19. November: Hüseyin Zan, türkischer Schauspieler († 2011)
- 20. November: Bernard Horsfall, britischer Schauspieler († 2013)
- 22. November: Peter Hall, britischer Regisseur († 2017)
- 24. November: Albert Wolsky, US-amerikanischer Kostümbildner
- 28. November: Günther Theuring, deutscher Schauspieler († 2000)

- 02. Dezember: Natasha Parry, britische Schauspielerin († 2015)
- 03. Dezember: Jean-Luc Godard, französischer Regisseur († 2022)
- 04. Dezember: Ronnie Corbett, britischer Schauspieler († 2016)
- 05. Dezember: Guido Weber, deutscher Schauspieler und Synchronsprecher († 2015)
- 06. Dezember: Rolf Hoppe, deutscher Schauspieler († 2018)
- 08. Dezember: Michael Kahn, US-amerikanischer Filmeditor

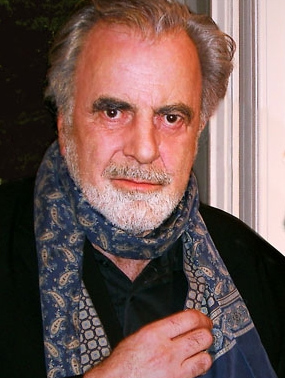
Maximilian Schell (* 8. Dezember)

- 08. Dezember: Maximilian Schell, österreichischer Schauspieler und Regisseur († 2014)
- 09. Dezember: Buck Henry, US-amerikanischer Schauspieler und Drehbuchautor († 2020)
- 09. Dezember: Francesco Maselli, italienischer Regisseur und Drehbuchautor († 2023)
- 11. Dezember: Chus Lampreave, spanische Schauspielerin († 2016)

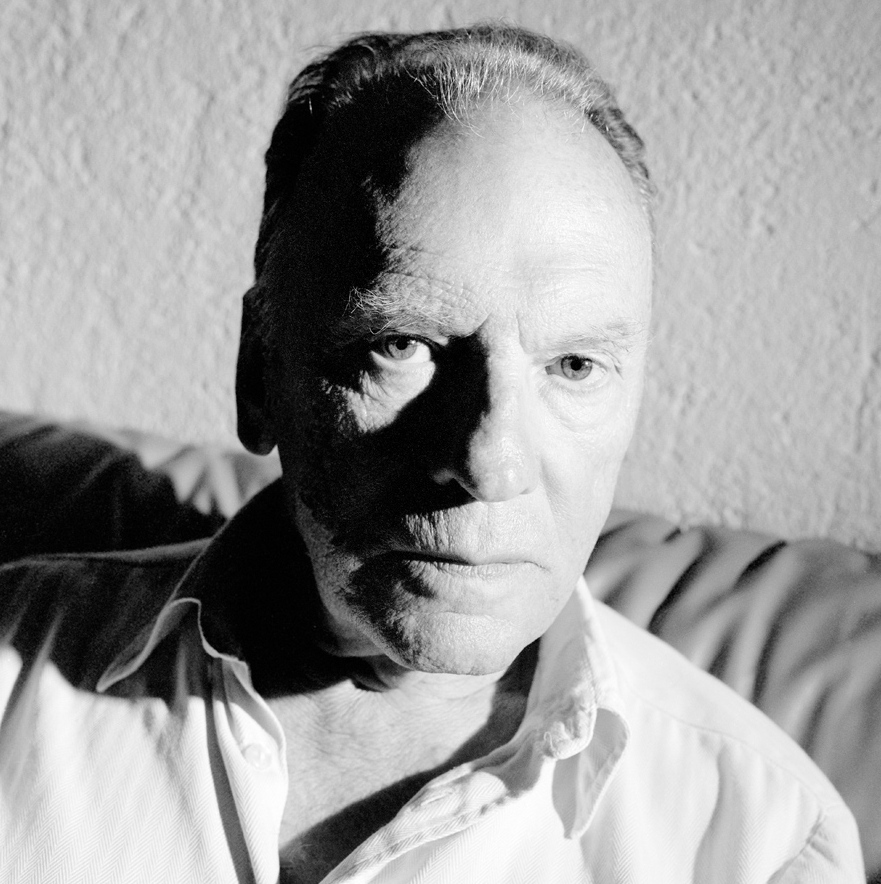
Jean-Louis Trintignant (* 11. Dezember)

- 11. Dezember: Jean-Louis Trintignant, französischer Schauspieler († 2022)

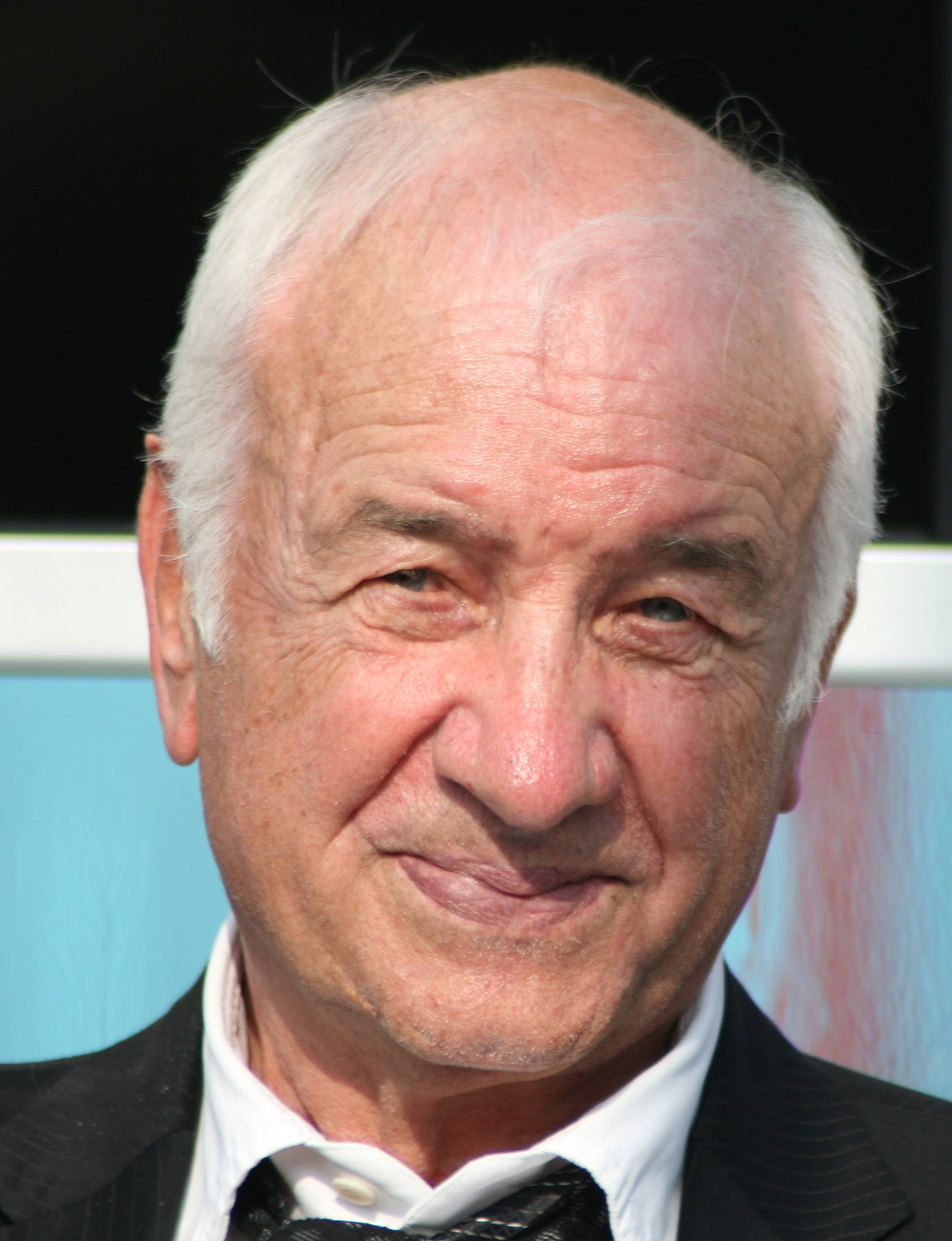
Armin Mueller-Stahl (* 17. Dezember)

- 17. Dezember: Armin Mueller-Stahl, deutscher Schauspieler
- 19. Dezember: Jörg Kaehler, deutscher Schauspieler, Regisseur und Drehbuchautor († 2015)
- 24. Dezember: Julian Barry, US-amerikanischer Drehbuchautor († 2023)
- 26. Dezember: Donald Moffat, US-amerikanischer Schauspieler († 2018)
- 28. Dezember: Franzl Lang, deutscher Schauspieler († 2015)
- 29. Dezember: Monika Lätzsch, deutsche Drehbuchautorin († 2001)
- 31. Dezember: Anatoli Kusnezow, russischer Schauspieler († 2014)

### Genaues Geburtsdatum unbekannt
- George Bloomfield, kanadischer Regisseur und Schauspieler († 2011)

## Gestorben

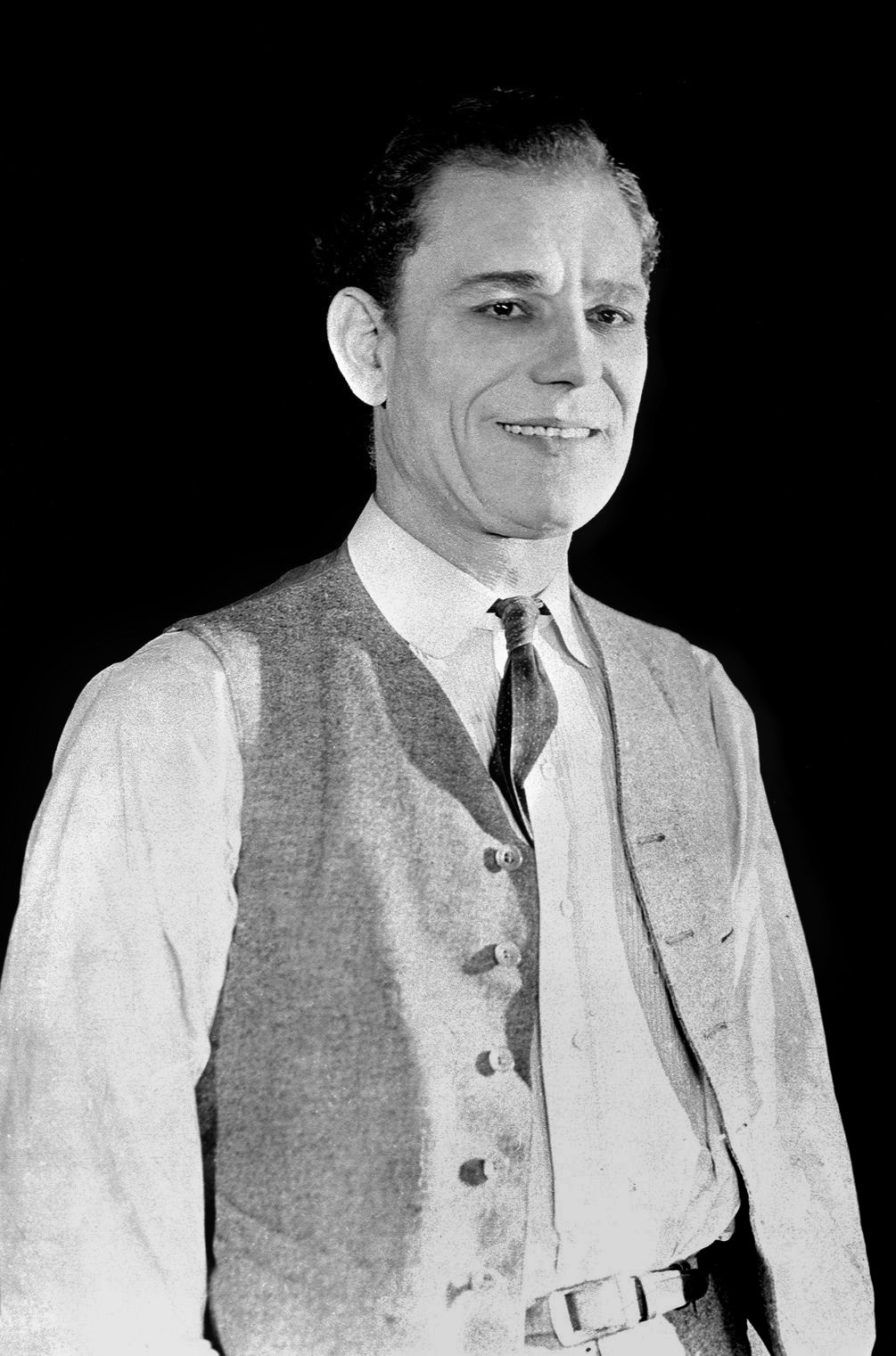
Lon Chaney († 26. August)

- 23. Februar: Mabel Normand, US-amerikanische Schauspielerin (* 1892)

- 15. Juli: Rudolph Schildkraut, US-amerikanischer Schauspieler (* 1862)

- 26. August: Lon Chaney, US-amerikanischer Schauspieler (* 1883)

- 15. September: Milton Sills, US-amerikanischer Schauspieler (* 1882)

- 04. Dezember: Manfred Noa, deutscher Regisseur und Szenenbildner (* 1893)
- 23. Dezember: Ferdinand Martini, deutscher Schauspieler (* 1870)